# Dominique (película de 2024)
Dominique es una película de acción coproducida entre Colombia y Estados Unidos. Dirigida por Michael S. Ojeda y protagonizada por Oksana Orlan, María del Rosario, Maurice Compte, Sebastián Carvajal y Alanna de la Rossa, se estrenó en las salas de cines colombianas el 5 de diciembre de 2024.

## Sinopsis
Una exasesina de origen ucraniano se refugia de su pasado en la costa atlántica colombiana. Sin embargo, al llegar allí tendrá que enfrentarse a los delincuentes locales y a la corrupción de la policía para proteger a una familia que la acogió desde su llegada.

## Reparto
- Oksana Orlan es Dominique
- María del Rosario es Paulina
- Maurice Compte es Santiago
- Chase Coleman es John
- Alanna de la Rossa es Abril
- Jose Conejo Martin es Chago
- Sebastián Carvajal es Julio
- Marcela Benjumea es Gabriela

## Recepción
La película recibió buenas críticas en general. Martin Unsworth del portal Starburst afirmó: «La película del director (y coguionista) Michael S. Ojeda, llena de suspenso  y no tan previsible como muchas de su tipo, es a menudo sorprendentemente brutal y una visita obligada para los aficionados a la acción». Para Jennie Kermode de Eye for Film, la cinta «avanza lo suficientemente rápido como para que el espectador no se preocupe demasiado, y Orlan tienen suficiente carisma para lograrlo». Laura Hiros de Rincón de Cine comentó: «Si lo que busca es hipnotizarse con una sinfonía de balas e historias crudas de corrupción y mafia, Dominique no lo va a decepcionar y como la misma protagonista, justo cuando parece que ya no puede dar más, renace de entre las cenizas».